# Ricardo Rangel
Ricardo Achiles Rangel (* 15. Februar 1924 in Lourenço Marques, heute Maputo; † 11. Juni 2009 ebenda) war ein mosambikanischer Fotograf und Fotojournalist.

## Leben
Ricardo Rangel wurde als Sohn eines griechischen Geschäftsmannes und einer chinesisch-afrikanischen Mutter geboren. Er wuchs bei seiner afrikanischen Großmutter am Stadtrand Maputos auf und besuchte seine Eltern häufig, die im Inneren der Provinz Maputo lebten. 1941 wurde er Lehrling in Maputo, im Fotolabor von Otílio Vasconcelos. Ab Mitte der 1940er Jahre arbeitete er im Fotolabor Focus in der Schwarzweiß-Entwicklung, bevor er 1952 der erste schwarze Fotoreporter der Zeitung Notícias da Tarde wurde. Nach weiteren Stationen wurde er 1960 hauptverantwortlicher Fotoredakteur der Zeitung A Tribuna, die er 1964 aus ideologischen Gründen verließ. Er ging im Anschluss nach Beira, wo er für verschiedene Zeitungen arbeitete.
1970 gründete er mit vier weiteren Journalisten die Farbzeitschrift Tempo, die 1975 ausgiebig die Unabhängigkeit des Landes dokumentierte; für die Zeitschrift war er vor allem als Fotojournalist tätig. 1975 dokumentierte er fotografisch die Verhandlungen zum Lusaka-Abkommen, im Rahmen dessen die Machtübergabe von Portugal an Mosambik bzw. die FRELIMO stattfand. Die Fotografien, die er erstellte, waren die ersten offiziellen Fotos der FRELIMO. Der Arbeitseinsatz gilt als Wendepunkt für Rangels Karriere als Fotograf.
1977 wurde er Leiter der Fotoredaktion der staatlichen Zeitungen Notícias und erhielt zudem die Aufgabe, sich in der Ausbildung von Fotografen zu betätigen. 1981 wurde er Chefredakteur der Wochenzeitung Domingo. 1984 schuf Rangel mit dem Centro de Formação Fotográfica in der Hauptstadt ein nationales Ausbildungszentrum für Fotografie, dessen Direktor er wurde.
Er war mit einer Schweizerin namens Beatrice verheiratet. Ricardo Rangel starb am 11. Juni 2009 im Alter von 85 Jahren in seinem Haus in Maputo.

## Rezeption
Rangel fotografierte weitgehend schwarzweiß. Vor der Unabhängigkeit Mosambiks von Portugal 1975 fotografierte er vor allem die weisse Stadt, die Stadt der Kolonialherren. Zu den wichtigsten Themen seiner Arbeit zählten auch danach die soziale Ungerechtigkeit und das Nachtleben seines Landes. Zudem war er als ausgewiesener Jazz-Freund mit umfangreicher Schallplattensammlung bekannt.
Das Guggenheim-Museum New York zeigte 1996 seine Arbeiten im Rahmen der Ausstellung zur afrikanischen Fotografie seit den 1940er Jahren. Er wurde zudem bei der Biennale „Begegnungen der afrikanischen Fotografie“ (Rencontres africaines de la photographie) in Bamako geehrt.
2006 drehte der in Mosambik lebende Brasilianer Licínio Azevedo einen Dokumentarfilm über Leben und Werk Rangels mit dem Titel Ricardo Rangel - Ferro em Brasa. Der Titel (dt.: Ricardo Rangel – das heiße Eisen) spielt auf ein bekannt gewordenes Foto an, auf dem Rangel einen afrikanischen Jungen mit einem Brandzeichen auf der Stirn abgelichtet hatte.